# Xian de Neiqiu
Le xian de Neiqiu (内丘县 ; pinyin : Nèiqiū Xiàn) est un district administratif de la province du Hebei en Chine. Il est placé sous la juridiction de la ville-préfecture de Xingtai.

## Démographie
La population du district était de 254 769 habitants en 1999.